# 財丘郡
财丘郡，中国南北朝时设置的郡。
南梁大通二年（528年）设置财丘郡，和梁興郡同治一城，属陈州。治所在财丘县（今安徽省临泉县南）。辖境相当今安徽省临泉县地。太清三年（549年）被东魏占领，北齐废财丘郡。